# Teodósio Monômaco
Teodósio Monômaco (em grego: Θεοδόσιος Μονομάχος; em latim: Theodosius Monomachus) foi um usurpador que tentou tornar-se imperador na ascensão de Miguel VI Estratiótico em 1056.

## Vida

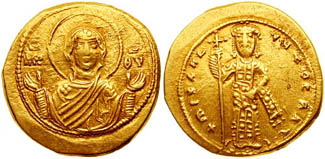
Tetartero de r.

Teodósio era neto de Teodósio Monômaco, um importante burocrata sob Basílio II Bulgaróctono (r. 976–1025) e Constantino VIII (r. 1025–1028), e sobrinho do imperador Constantino IX Monômaco (r. 1042–1055). Em 1056, esteve servindo como presidente do senado, quando ouviu dos resultados da eleição de Miguel VI Estratiótico (r. 1056–1057) com a morte da imperatriz Teodora Porfirogênita (r. 1042–1056). Alegando direito ao trono (seu tio casou-se com a irmã de Teodora, Zoé), deu armas a seus escravos domésticos, e com a ajuda de alguns apoiantes na corte, reuniu uma multidão e marchou através das ruas de Constantinopla. Para aumentar seus números, abriu algumas prisões e recrutou os prisioneiros com a esperança de tomar o palácio.
Quando a guarda varegue ouviu sobre sua revolta, marchou para pará-lo, depois do que todos os seus seguidores desapareceram com a visão dos guardas imperiais. Procurando asilo em Santa Sofia, Teodósio encontrou as portas da igreja fechadas, o que levou a sua captura e a de seu filho nos degraus externos do edifício. Miguel VI baniu-o para Pérgamo, enquanto os cidadãos da cidade abertamente gozaram dele, compondo versos insultuosos sobre seu golpe fracassado, chamando-o "o idiota Monômaco fez tudo o que ele pensava".